# Calceolaria corymbosa
Calceolaria corymbosa är en toffelblomsväxtart. Calceolaria corymbosa ingår i släktet toffelblommor, och familjen toffelblomsväxter.

## Underarter
Arten delas in i följande underarter:
- C. c. corymbosa
- C. c. floccosa
- C. c. mimuloides
- C. c. montana
- C. c. santiagina
- C. c. tetraphylla

## Bildgalleri

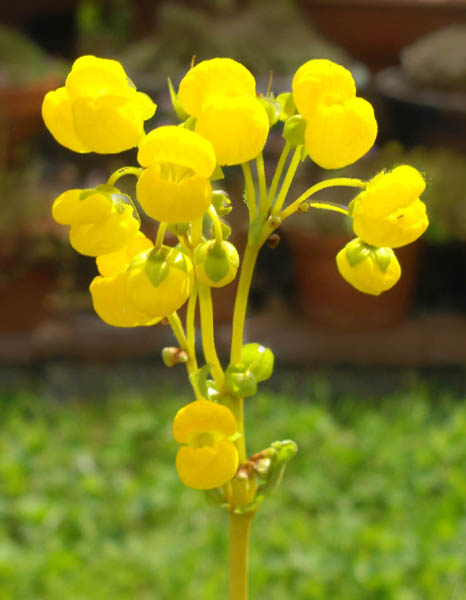
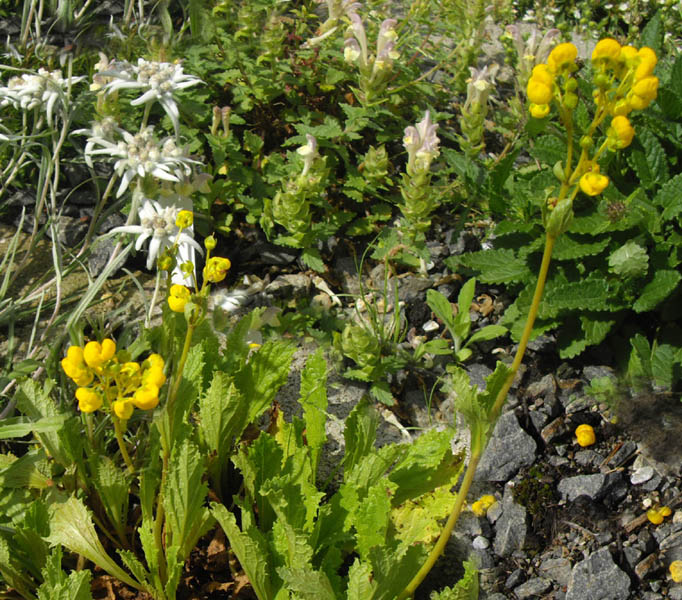
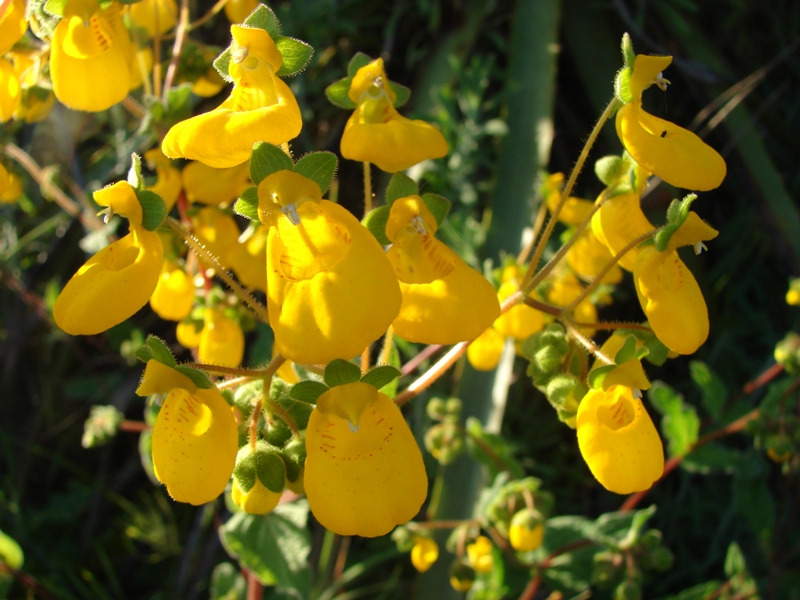
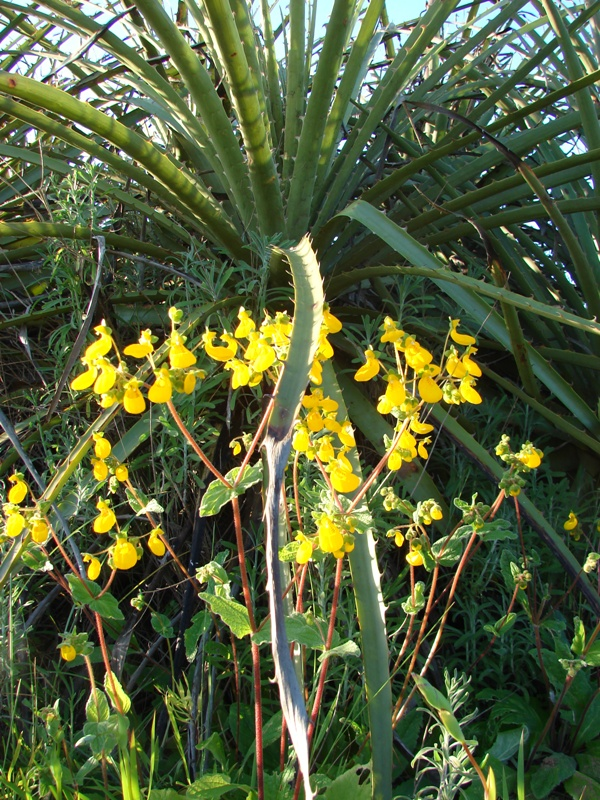